# Subulussalam
Subulussalam ist eine Stadt auf der indonesischen Insel Sumatra.

## Geographie
Die autonome Stadt Subulussalam liegt im Nordwesten der Provinz Aceh auf der indonesischen Insel Sumatra. Sie erstreckt sich zwischen 2°27′ und 3°00′ n. Br. sowie zwischen 97°45′ und 98°10′ ö. L. Sie hat keinen Zugang zum Meer und grenzt im Norden an den Kabupaten Aceh Tenggara, im Nordosten an den Kabupaten Dairi, im Südosten an den Kabupaten Pakpak Bharat (beide letzteren zur Provinz Sumatra Utara gehörig), im Süden an den Kabupaten Aceh Singkil und im Westen an den Kabupaten Aceh Selatan (beide Provinz Aceh). Die autonome Stadt (indonesisch Kota) wurde 2007 durch Ausgliederung von 5 Kecamatan aus dem Kabupaten Aceh Singkil gebildet (Gesetz Nr. 8/2007). Subulussalam hatte zur Jahresmitte 2023 knapp 100.000 Einwohner.

## Verwaltungsgliederung
Die Stadt gliedert sich in 5 Kecamatan mit 82 Dörfern (indonesisch Kampung).
| Code 1   | Kecamatan Distrikt | Ibu Kota Verwaltungssitz | Fläche (km²) | Einw. Census 2010 2 | Volkszählung 2020 | Volkszählung 2020 | Volkszählung 2020 | Anzahl der Dörfer 6 | Anzahl der Dörfer 6 |
| Code 1   | Kecamatan Distrikt | Ibu Kota Verwaltungssitz | Fläche (km²) | Einw. Census 2010 2 | Einw. 3           | 0Dichte 40        | Sex Ratio 5       | Anzahl der Dörfer 6 | Anzahl der Dörfer 6 |
| -------- | ------------------ | ------------------------ | ------------ | ------------------- | ----------------- | ----------------- | ----------------- | ------------------- | ------------------- |
| 11.75.01 | Simpang Kiri       | Subulussalam             | 213          | 27.573              | 35.886            | 168,5             | 101,01            | 17                  |                     |
| 11.75.02 | Penanggalan        | Penanggalan              | 93           | 11.479              | 16.916            | 181,9             | 102,95            | 13                  |                     |
| 11.75.03 | Rundeng            | Pasar Rundeng            | 320          | 10.994              | 14.142            | 44,2              | 105,76            | 23                  |                     |
| 11.75.04 | Sultan Daulat      | Jambi Baru               | 602          | 12.960              | 17.126            | 28,4              | 104,78            | 19                  |                     |
| 11.75.05 | Longkib            | Darul Aman               | 163          | 4.440               | 6.681             | 41,0              | 104,81            | 10                  |                     |
| 11.75    |                    | Subulussalam             | 1391         | 67.446              | 90.751            | 65,2              | 103,09            | 82                  |                     |

## Demographie
Zur siebten Volkszählung im September 2020 (indonesisch Sensus Penduduk – SP2020) lebten in der Stadt Subulussalam 90.751 Menschen, davon 44.686 Frauen (49,24 %) und 46.065 Männer (50,76 %). Gegenüber dem letzten Census (2010) sank der Frauenanteil um 0,28 %.
Zur Volkszählung 2020 waren 96,54 % der Bevölkerung Muslime und 3,45 % Christen (2.531 Protestanten und 742 Katholiken). Der größte Anteil an Christen lebte 2020 im Kecamatan Penanggalan (2.628 Personen, das sind 14,54 %). Es gab 2020 106 Moscheen und 177 Gebetsräume (indonesisch Mushola) in der Stadt, aber keine Kirchen oder Tempel.

### Soziale Daten 2020
| Merkmal                                                            | Kabupaten | 0Provinz Aceh0 |
| ------------------------------------------------------------------ | --------- | -------------- |
| Arbeitslosenrate (%)                                               | 06,93     | 006,59         |
| Bevölkerung unterhalb der Armutsgrenze (Tsd.)0                     | 14,46     | 814,91         |
| Anteil der „armen Bevölkerung“ (indonesisch Penduduk miskin) (%)00 | 17,60     | 014,99         |
| HDI-Index                                                          | 64,93     | 071,99         |
| Lebenserwartung (in Jahren)                                        | 64,01     | 069,93         |
| Analphabetenrate (in %, > 15 J.)                                   | 02,99     | 001,75         |
| Abhängigenquotient (%)                                             | 54,13     | 048,71         |
| Anteil der Altersgruppen                                           | 0Real0    | 0Prozentual0   |
| Kinder (<15 J.)                                                    | 29.4360   | 032,44         |
| arbeitsfähige Bevölkerung (15–64 J.)                               | 58.8810   | 064,88         |
| Rentner und Pensionäre (>65 J.)                                    | 02.4340   | 002,68         |

### Aktuelle Bevölkerungsdaten
Nachfolgende Tabelle gibt den Einwohnerstand per 31. Dezember 2022 wieder.
| Kecamatan       | Fläche     | Einwohner gesamt | Männer | Frauen | Dichte Einw. je km² | Sex Ratio (100 M/F) |
| --------------- | ---------- | ---------------- | ------ | ------ | ------------------- | ------------------- |
| Simpang Kiri    | 0.114,69   | 39.200           | 19.611 | 19.589 | 341,8               | 100,11              |
| Penanggalan     | 00.97,65   | 18.735           | 09.499 | 09.236 | 191,9               | 102,85              |
| Rundeng         | 0.219,83   | 15.497           | 07.911 | 07.586 | 070,5               | 104,28              |
| Sultan Daulat00 | 0.508,02   | 18.495           | 09.468 | 09.027 | 036,4               | 104,89              |
| Longkib         | 0.122,01   | 07.164           | 03.669 | 03.495 | 058,7               | 104,98              |
| Subusussalam00  | 1.062,20 1 | 99.091           | 50.158 | 48.933 | 093,3               | 102,50              |